# فولكس فاجن باسات بي1
فولكس فاجن باسات (بالألمانية: Volkswagen Passat) (وتلفظ: فۆلکسڤاگن پاسات)؛ هي سيارة متوسطة الحجم تصنعها وتسوقها فولكس واجن منذ عام 1973، والآن في جيلها الثامن. وقد تم تسويقها بشكل مختلف مثل داشر وسانتانا وكوانتوم وماغوتان وكورسار وقيراط. تحمل الأجيال المتعاقبة من باسات تسميات فولكس واجن الداخلية B1 ، B2 ، الخ. في البداية (وليس الآن) كانت هذه التعيينات بموازاة تلك الخاصة بـ أودي 80 وأودي إي4 التي تشترك معها منصات باسات. باسات باللغة الألمانية تعني الرياح التجارية.
في العراق اشتهر موديل باسات بي1 (B1) وبالخصوص موديل ال اس إي LSE المصنع في البرازيل خصيصاً للسوق العراقية حيث شملت طراز B1 تحسينات مشتقة من طراز B2 أي الجيل الثاني ومن أودي واشتهرت في العراق باسم «سيارة برازيلي» وفي البرازيل باسم «سيارة العراق» حيث أن العراق بدأ بشراء كميات بسيطة منها منذ عام 1978 ثم بحلول 1983 أصبح العراق يستورد السيارة بشكل منتظم حتى نهاية الإنتاج عام 1988 ودخلت العقل الجمعي العراقي باعتبارها تراثاً والآن ما زالت تشاهد في الشوارع العراقية وضمن المقتنيات الكلاسيكية.

## معرض صور

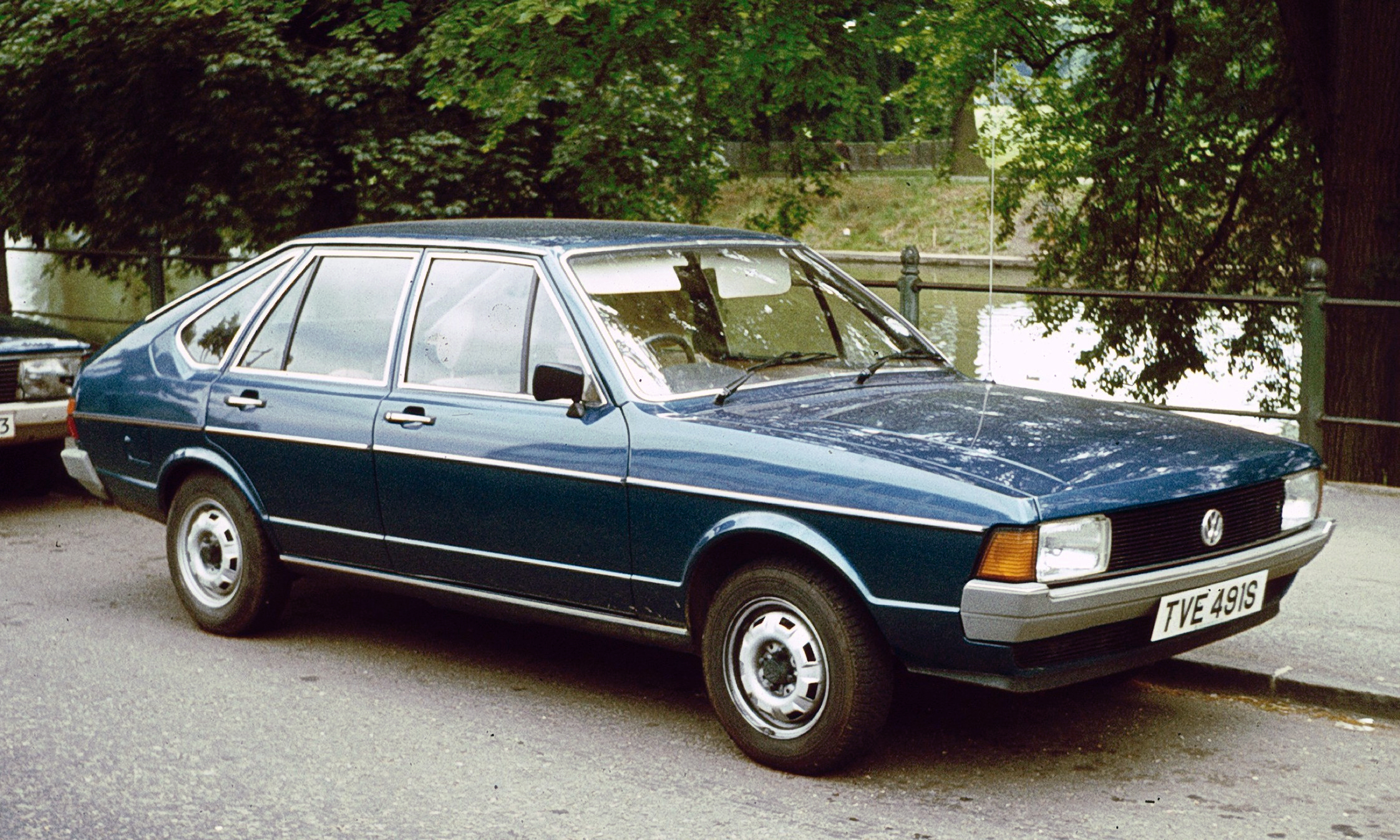
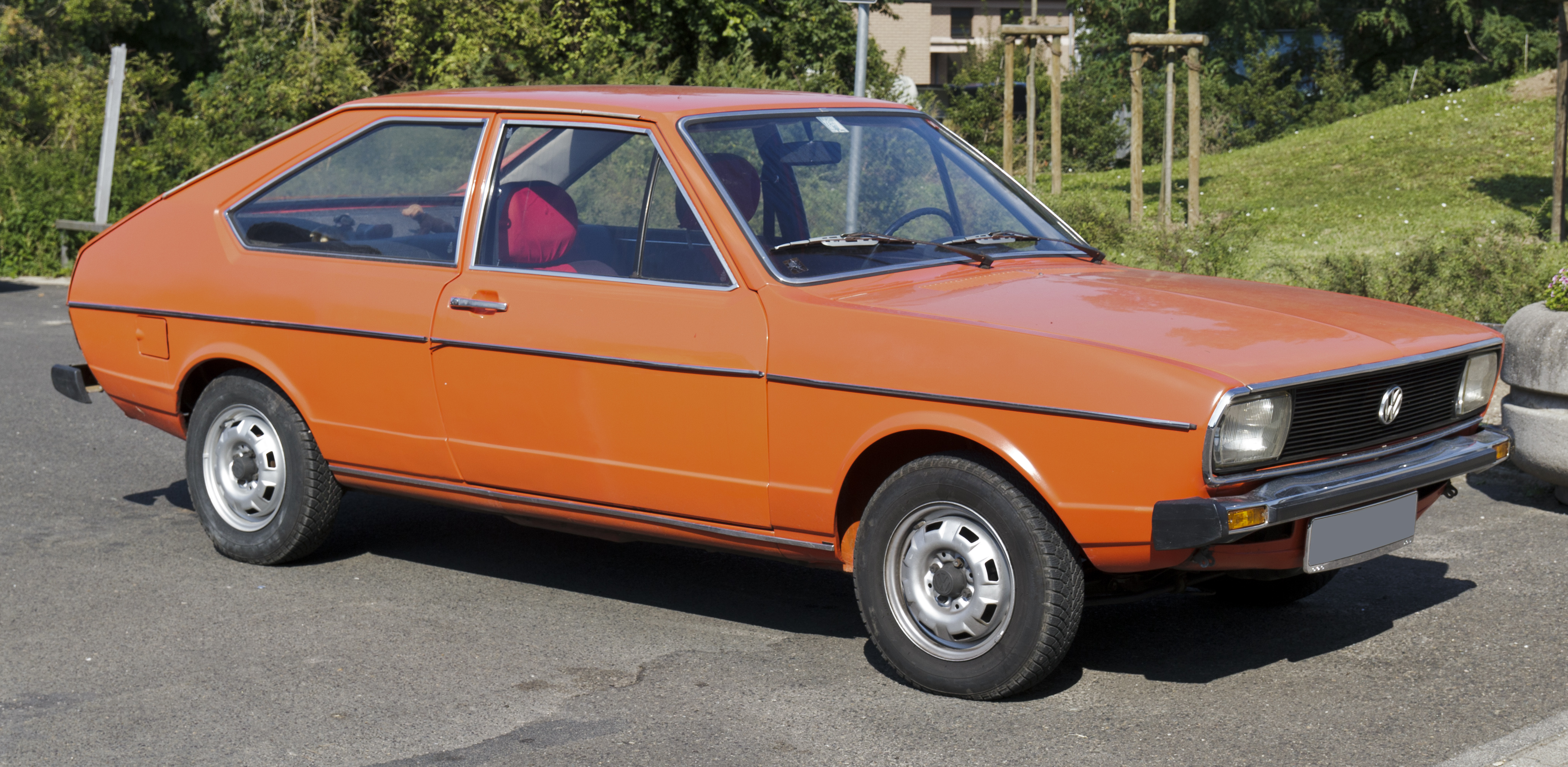
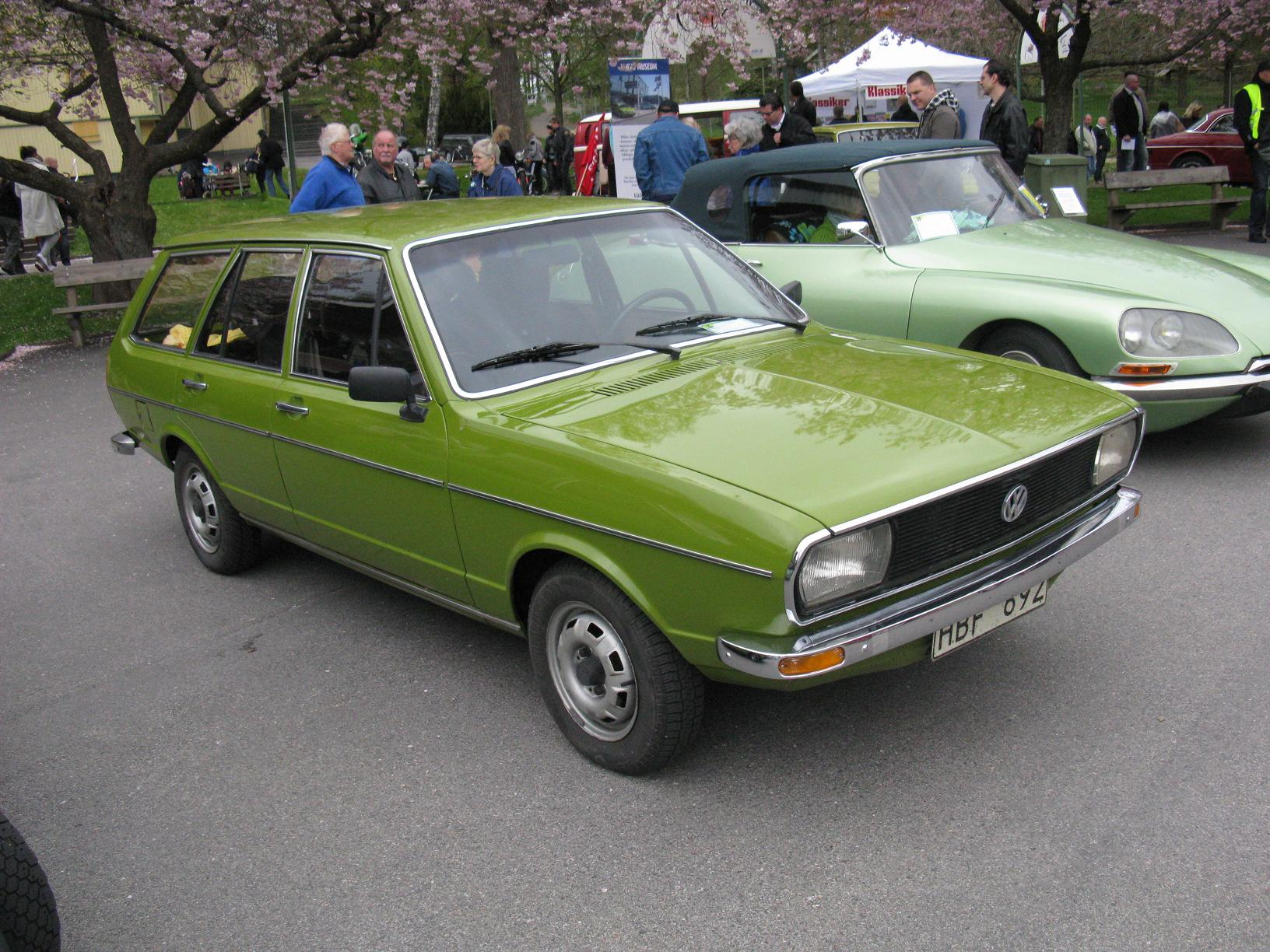